# Linde (Marialinden)
Linde ist ein Ortsteil von Marialinden in der Stadt Overath im Rheinisch-Bergischen Kreis in Nordrhein-Westfalen.

## Lage und Beschreibung
Der Ortsteil Linde liegt auf einer Anhöhe beiderseits der Vilkerather Straße (Kreisstraße 37), die vom Aggertal hinauf nach Landwehr führt. Neben einem Landschaftsbaubetrieb mit Agrarwirtschaft wird Linde durch ein Wohngebiet mit modernen Einzelhäusern geprägt.

## Geschichte
Die Topographia Ducatus Montani des Erich Philipp Ploennies, Blatt Amt Steinbach, belegt, dass der Wohnplatzbereits 1715 eine Hofstelle besaß, die als Linden beschriftet ist. Carl Friedrich von Wiebeking benennt die Hofschaft auf seiner Charte des Herzogthums Berg 1789 als Lind. Aus ihr geht hervor, dass der Ort zu dieser Zeit Teil der Honschaft Oderscheid im Kirchspiel Overath war.
Linde lag nördlich nahe der Brüderstraße, einer bedeutenden mittelalterlichen Altfernstraße von Flandern über Köln nach Leipzig. Auf der Trasse des alten Höhenwegs verläuft heute die Landesstraße 360.
Der Ort ist auf der Topographischen Aufnahme der Rheinlande von 1825 als Linde verzeichnet. Die Preußische Uraufnahme von 1845 zeigt den Wohnplatz unter dem Namen Linden. Ab der Preußischen Neuaufnahme von 1892 ist der Ort auf Messtischblättern regelmäßig als Linde verzeichnet.
1822 lebten 20 Menschen im als Hof kategorisierten Ort, der nach dem Zusammenbruch der napoleonischen Administration und deren Ablösung zur Bürgermeisterei Overath im Kreis Mülheim am Rhein gehörte. Für das Jahr 1830 werden für den als Hof bezeichneten Ort 24 Einwohner angegeben. Der 1845 laut der Uebersicht des Regierungs-Bezirks Cöln ebenfalls als Hof kategorisierte Ort besaß zu dieser Zeit fünf Wohngebäude mit 20 Einwohnern, alle katholischen Bekenntnisses. Die Gemeinde- und Gutbezirksstatistik der Rheinprovinz führt Linde 1871 mit zwölf Wohnhäusern und 67 Einwohnern auf. Im Gemeindelexikon für die Provinz Rheinland von 1888 werden für Linde bei Marialinden zwölf Wohnhäuser mit 56 Einwohnern angegeben. 1895 besitzt der Ort elf Wohnhäuser mit 57 Einwohnern und gehörte konfessionell zum katholischen Kirchspiel Marialinden, 1905 werden zehn Wohnhäuser und 49 Einwohner angegeben.
Im Wald bei Linde lebt heute neben Rehwild auch eine Herde Mufflons. Die Tiere äsen und sonnen sich zuweilen auf abgeernteten Feldern im Tal zwischen Linde, Krahwinkel und Landwehr. Das Gebiet geriet in die Schlagzeilen, weil eine neu eingewanderte Wölfin wohl eines dieser Mufflons gerissen hat. Inzwischen zählt der Bereich zu den Wolfsverdachtsgebieten im Rheinisch-Bergischen Kreis, den das NRW-Umweltministerium eingerichtet hat.